# Эскадренные миноносцы типов «Мацу» и «Татибана»
Эскадренные миноносцы типа «Мацу» (яп. 松型駆逐艦 Мацугата кутикукан) и типа «Татибана» (яп. 橘型駆逐艦 Татибанагата кутикукан) — тип японских эскадренных миноносцев. Было построено 32 корабля этого типа.

## Разработка проекта
| Вариант | Размеры (длина×ширина×осадка), м | Водоизмещение (стандартное/полное), тонн | Максимальная скорость, узлов | Мощность ЭУ, л. с. | Котлы | ТЗА | Дальность плавания, морских миль | Запасы топлива, тонн | Главный калибр         | Зенитные автоматы | ТА (БК торпед) | ГБ | Планируемые сроки строительства, месяцы |
| ------- | -------------------------------- | ---------------------------------------- | ---------------------------- | ------------------ | ----- | --- | -------------------------------- | -------------------- | ---------------------- | ----------------- | -------------- | -- | --------------------------------------- |
| A       | 109×10×3,55                      | 1620/2060                                | 29,5                         | 26 000             | 2     | 1   | 6000 на 18 узлов                 | 610                  | 2×2 127-мм тип 89      | 5×3 25-мм тип 96  | 1×6 610-мм (6) | 36 | 12                                      |
| B       | 110×10,2×3,65                    | 1770/2200                                | 31                           | 37 500             | 2     | 1   | 6000 на 18 узлов                 | 588                  | 2×2 127-мм тип 89      | 6×3 25-мм тип 96  | 2×4 610-мм (8) | 36 | 12                                      |
| C       | 110×10,2×3,65                    | 1820/2270                                | 32                           | 35 000             | 3     | 2   | 6000 на 18 узлов                 | 634                  | 2×2 127-мм тип 89      | 6×3 25-мм тип 96  | 2×4 610-мм (8) | 36 | 13                                      |
| D       | 100×9,8×3,4                      | 1480/1700                                | 30                           | 26 000             | 2     | 1   | 3000 на 18 узлах                 | 285                  | 2×2 127-мм тип 89      | 5×3 25-мм тип 96  | 1×4 610-мм (4) | 36 | 11                                      |
| E       | 92×9,1×3,15                      | 1085/1350                                | 28,3                         | 19 000             | 2     | 2   | 3000 на 18 узлах                 | 335                  | 2×2 76-мм тип 98       | 4×3 25-мм тип 96  | 1×4 610-мм (4) | 36 | 10                                      |
| F       | 95×9,3×3,2                       | 1175/1450                                | 28                           | 19 000             | 2     | 2   | 3000 на 18 узлах                 | 380                  | 1×2, 1×1 120-мм тип 10 | 5×3 25-мм тип 96  | 1×4 610-мм (4) | 36 | 10                                      |
| G       | 95×9,3×3,2                       | 1190/1450                                | 28                           | 19 000             | 2     | 2   | 3000 (3500) на 18 узлах          | 360                  | 1×2 127-мм тип 89      | 6×3 25-мм тип 96  | 1×4 610-мм (4) | 36 | 10                                      |
| G'      | ?                                | 11180/1430                               | 28                           | 19 000             | 2     | 2   | 3000 (3500) на 18 узлах          | 340                  | 1×2 127-мм тип 89      | 6×3 25-мм тип 96  | 1×4 610-мм (4) | 36 | 10                                      |
| H       | 97×9,45×3,3                      | 1235/1520                                | 27,8                         | 19 000             | 2     | 2   | 3000 (3500) на 18 узлах          | 366                  | 1×2, 1×1 127-мм тип 89 | 4×3 25-мм тип 96  | 1×4 610-мм (4) | 36 | 10                                      |
| I       | 98×9,35×3,3                      | 1260/1530                                | 27,8                         | 19 000             | 2     | 2   | 3000 (3500) на 18 узлах          | 360                  | 1×2, 1×1 127-мм тип 89 | 4×3 25-мм тип 96  | 1×6 533-мм (6) | 36 | 8                                       |

Появление проекта этих кораблей связано с тяжёлыми потерями в ходе боёв за Соломоновы острова и относительно большими сроками строительства эсминцев типа «Югумо» и типа «Акидзуки». Основным их предназначением предполагалось обеспечение ПВО конвоев.
Состав вооружения кораблей был сходен с эсминцами ПВО типа «Акидзуки», а именно артиллерийским вооружением только из зенитных орудий (3 орудия 127-мм/40 Тип 89 в полуоткрытых установках и 24 зенитных автомата Тип 96). Также устанавливались РЛС обнаружения воздушных целей Тип 22 и гидролокатор Тип 93.

## Конструкция

### Энергетическая установка

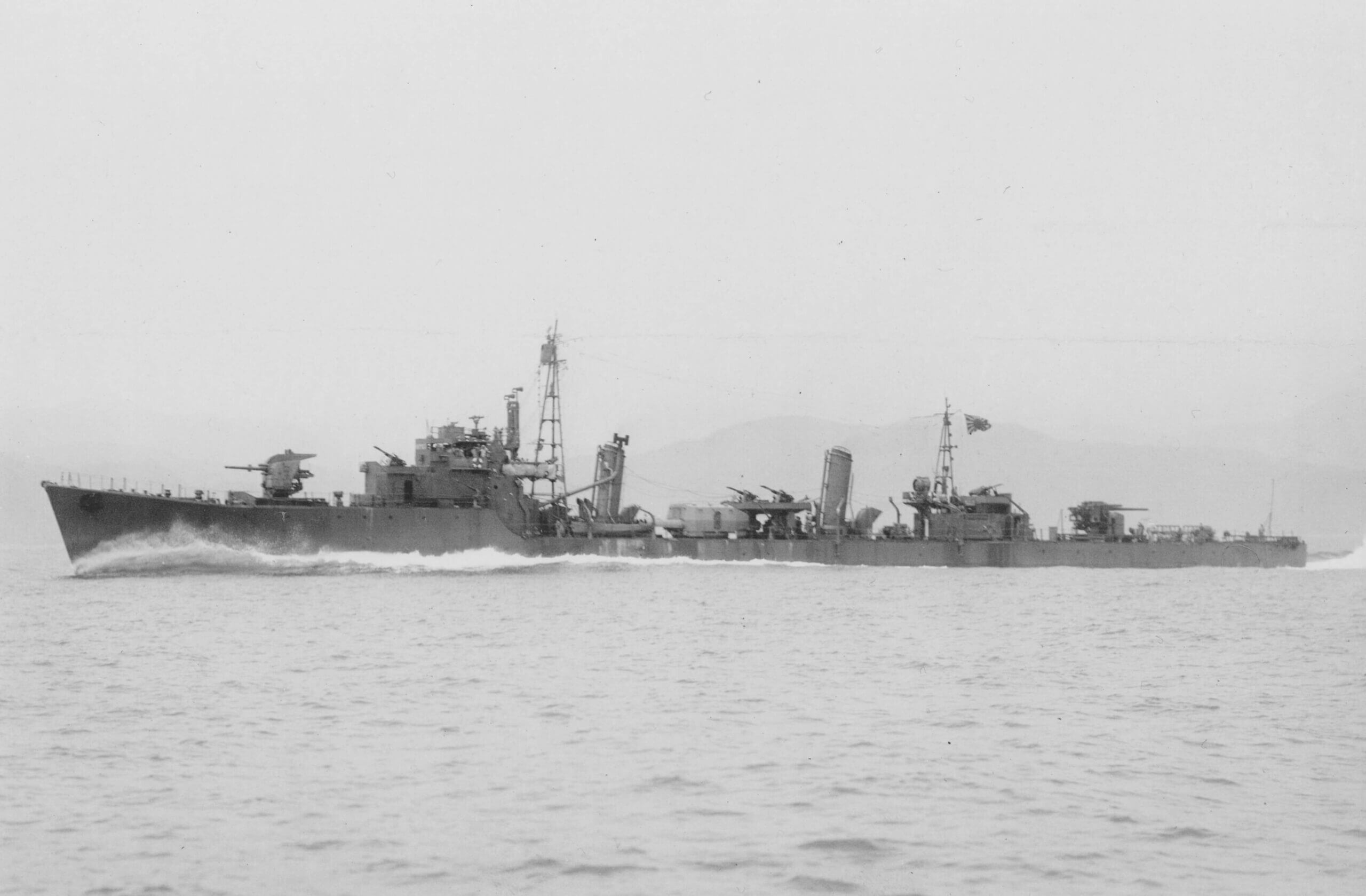
Эскадренный миноносец «Момо» на ходовых испытаниях 3 июня 1944 года.

На эсминцах устанавливалась двухвальная паротурбинная установка мощностью 19 000 л. с. (13,975 МВт), взятая с более ранних миноносцев типа «Отори». Выбор этот был сделан по соображениям её отлаженности и экономии времени на проектирование. При этом важным отличием стала компоновка отсеков энергетической установки — впервые на японских эсминцах она стала не линейной, а эшелонной, с чередованием котельных и машинных отделений (КО-МО-КО-МО), что должно было повышать живучесть корабля. Каждый турбозубчатый агрегат (ТЗА) питался паром только с парного ему котла в силу устройства системы паропроводов (типовое для того времени решение), турбогенераторы и вспомогательные механизмы при этом могли получать пар с любого котла. Носовой ТЗА работал на гребной вал левого борта, кормовой — на вал правого борта. Общая длина энергетической установки составляла 37 м (по 10,7 м на каждое МО и 7,8 м на каждое МО), что было несколько больше, чем 35 м на миноносцах типа «Отори», имевших линейную компоновку (при этом в 35 м входил и отдельный отсек генераторов, которого на эсминцах проекта F-55 не имелось). Пара ТЗА весила 91 тонну, пара котлов — 73 тонны.
Эсминцы проекта F-55 несли по два турбозубчатых агрегата Кампон № 3-B модель 5481. Каждый из них включал в себя турбины высокого (ТВД), среднего (ТСД) и низкого давления (ТНД), работающих через редуктор на гребной вал. Максимальная проектная мощность составляла 9500 л. с. при 400 об/мин, при форсировке — 10 000 л. с. при 407 об/мин. Максимальная суммарная мощность заднего хода — 4000 л. с. при 247 об/мин. Была предусмотрена и отдельная турбина крейсерского хода (ТКХ) Кампон № 3-A модель 5481, соединённая через специальный редуктор с ТСД носового ТЗА. Мощность в режиме экономичного хода с её использованием составляла 3000 л. с. (при 218 об/мин на левом винте и 238 об/мин на правом), что обеспечивало 18-узловую скорость хода. Однако расход топлива при этом был лишь немногим ниже, чем при использовании обеих ТЗА на минимальной суммарной мощности в 3200 л. с. и крейсерской скорости в 21,5 узел. В результате как минимум на части представителей проекта F-55 («Мацу») ТКХ с паропроводами были демонтированы, на эсминцы проекта F-55B («Татибана») по соображениям упрощения строительства их не ставили изначально.
Па́ром турбозубчатые агрегаты питали два водотрубных котлов типа Кампон типа «Ро» № 3-B модель 5481 с нефтяным отоплением, с пароперегревателями и предварительным подогревом воздуха. Рабочее давление перегретого пара — 30,0 кгс/см² при температуре 350 °C. Общая площадь нагревательной поверхности каждого котла составляла 628 м² (в том числе собственно котла — 416 м², пароперегревателя — 82 м², воздухоподогревателя — 130 м²), расход топлива на каждый её м² составлял 7,3 кг на полном ходу и 9,1 кг при форсировке агрегатов. Продукты сгорания выводились в отдельную для каждого котла дымовую трубу, при этом в силу установленного в кормовом котельном отделении со смещением к правому борту котла № 2 аналогично была смещена и кормовая дымовая труба (на 0,75 м от диаметральной плоскости). В отличие от более ранних эсминцев, на проекте F-55 отказались от очистителей воздуха в котельных отделениях, что ухудшило условия работы в них. Фактический запас мазута составлял 353 тонны (370 тонн по проекту), а максимальная дальность при этом — 3500 морских миль 18-узловым ходом. Топливные цистерны находились по бортам от обеих КО, справа от носового МО и слева от кормового.
Эсминцы имели два трёхлопастных гребных винта диаметром 2,65 м . За ними шёл одиночный балансирный руль площадью 6,37 м² и отношением площади его пера к площади погруженной диаметральной плоскости в 1/44. На испытаниях при водоизмещении 1530 тонн, скорости 26,5 узлов и отклонении пера на 35° был получен тактический диаметр циркуляции в 5 длин корпуса, выдвиг — в 4,3 длины корпуса, максимальный крен — 13,5°. Руль приводился в движение электрогидравлической рулевой машиной (электромотор её находился в корме по правому борту, по левому — резервный ручной насос), способной развернуть перо на 70 ° за 15 секунд, управлялась она из ходовой рубки с помощью одного телемотора.
Максимальная скорость кораблей типа «Мацу» по проекту составляла 27,8 узлов, фактически на испытаниях они выдали в среднем 28,3 узлов (так, «Цубаки» 7 февраля 1945 года при водоизмещении 1360 тонн развил 29,05 узлов). Для типа «Татибана» из-за возросшего водоизмещения и более грубых обводов ожидали уменьшение скорости на 0,5 узла (проектная — 27,3 узлов), но его не произошло на практике. Данные показатели максимальной скорости выглядели скромно по сравнению с 34-36 узлами больших эсминцев категории «Ко», но тем не менее их хватало для сопровождения на полном ходу большинства из имевшихся у ЯИФ линкоров и авианосцев (8 из 10 и 7 из 9 кораблей этого типа в 1943 году имели максимальную скорость в 27,5-28,0 узлов и менее).
Электроэнергетическая система эсминцев состояла из одного турбогенератора на 135 кВ·А (находился в носовом МО) и два дизель-генератора по 55 кВ·А (оба в кормовом МО), вырабатывавших переменный ток с напряжением 225 В. Дополнительно имелись вспомогательные генераторы (два на 7 и 0,5 КВт) и трансформаторы (два по 10 кВ·А, два по 5 кВ·А, один на 2 кВ·А), предназначенные для питания радиооборудования, радиолокационных станций, телефонной сети, прожекторов и других корабельных устройств. Роль резервных источников питания выполняли аккумуляторные батареи, из которых 16 комплектов по 5 элементов и 4 комплекта по 3 элемента модель 3 предназначались для общекорабельных нужд, 32 комплекта по 3 элемента модель 3 и 4 комплекта по 26 элементов модель 10 — для обеспеченения радиоаппаратуры.

### Вооружение

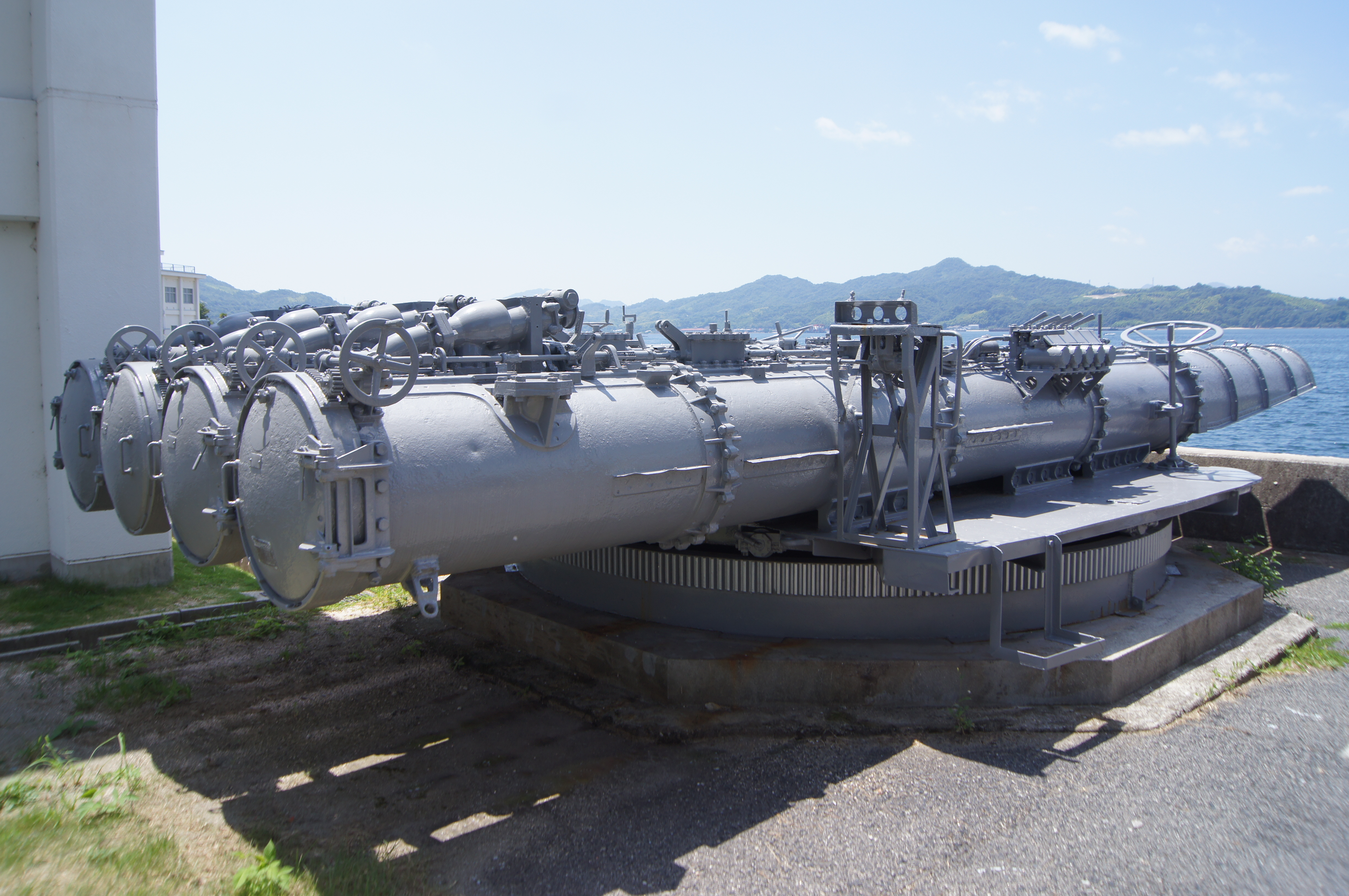
610-мм торпедный аппарат, снятый с эсминца «Наси».

По утверждённому варианту проекта F-55 планировалось устанавливать шеститрубный 533-мм торпедный аппарат (временное обозначение — тип 3 модель 6). Боекомплект его должен был составлять шесть кислородных торпед тип 95 модель 2 (исходно предназначавшихся для подводных лодок), запасных не предусматривалось. Однако уже после принятия проекта было решено заменить его обычным для больших эсминцев четырёхтрубным 610-мм. По одной версии, это было связано с желанием не связываться с проблемами по запуску в серию нового ТА и снабжением новых эсминцев разнотипными торпедами. По другой — по опыту боёв за Гуадалканал запас хода и масса взрывчатки у 533-мм торпед были банально признаны недостаточными.
Счетверённый 610-мм торпедный аппарат тип 92 модель 4 имел массу в 18,3 тонн (вместе с щитом) и размещался на верхней палубе в центральной части корпуса, между дымовыми трубами. Он мог разворачиваться на 360 ° как вручную за 112 секунд, так и быстро с помощью 10-сильного гидромотора—за 26 секунд. Боекомплект состоял из чётырёх 610-мм торпед, хранившихся в самом аппарате, для их загрузки с левого борта была предусмотрена система рельсов (по ней перемещалась перегрузочная тележка) и кран-балка. Использовались кислородные торпеды тип 93 модель 3, которые при длине 9 м и стартовой массе 2,8 тонны несли 780 кг состава тип 97 (70 % тринитроанизола и 30 % гексанитродифениламина) и могли пройти 30 000 м на 36 узлах, 25 000 на 40 и 15 000 на 48. Предусматривалась и возможность использования старых парогазовых торпед тип 90, для заправки которых в каждом МО был установлен компрессор типа «Ю». Такие торпеды при длине 8,55 м и стартовой массе 2,54 тонны несли 390 кг тринитроанизола и могли пройти 15 000 м на 35 узлах, 10 000 м на 42 и 7000 на 46. Боевые зарядные отделения торпед хранились отдельно от них в специальном погребе позади кормового МО. Для управления торпедной стрельбой на ходовом мостике были установлены два торпедных визира тип 97 модель 2 и два прибора управления торпедной стрельбой тип 1 модель 2 2-й модификации (с 15-см бинокулярами). Также мог использоваться и собственный прицел ТА под обозначением тип 14.

### Экипаж и условия обитаемости
По проекту экипаж эсминцев состоял из 211 человек, в том числе 12 офицеров и мичманов и 199 старшин и матросов. Фактически же к началу 1945 года он состоял уже из 214 человек: 7 строевых офицеров, 3 младших офицеров специальной службы, 2 мичманов, 53 старшин и 149 матросов. И в дальнейшей из-за усиления МЗА численность команды только продолжала расти. Поскольку экипаж был не сильно меньше, чем на почти вдвое более крупных «Югумо» (214 человек против 233), на «Мацу» предсказуемо хуже оказались условия обитаемости.
Для размещения командного состава на эсминцах проекта F-55 имелось всего две одноместные каюты в носовой надстройке (предназначались для командира корабля и командующего дивизионом) и две многоместные — в полубаке и на средней палубе в корме (для десяти остальных офицеров и мичманов). Для рядового состава были предназначены шесть кубриков, из которых № 1-4 находились в носу и № 5-6 в корме.
На кораблях имелась рефрижераторная камера для хранения мяса, рыбы и свежих овощей (на средней палубе в носу), для приготовление пищи в нижнем ярусе носовой надстройки находился общий (для офицеров и матросов) камбуз. Офицеры и мичманы имели свою кают-компанию (плюс кают-кампанией № 2 именовалась вторая многоместная каюта). Бани были размещены в полубаке (офицерская) и в кормовой надстройке (матросская). В кормовой надстройке также находился общий гальюн, два меньших по размеру аналогичного назначения (для офицеров и матросов) — в полубаке.
Медпункт находился в кормовой части кораблей. Постоянного же медперсонала на них не было, как и на других японских эсминцах — офицер-медик и мичман/матрос в качестве санитара полагались на дивизион, при их отсутствии медпомощь предположительно должен был оказывать внештатный санитар из числа матросов других специальностей. В целом Пинак отмечает, что даже в очень стеснённых условиях разработчики проекта F-55 постарались обеспечить экипажу комфортные условия, насколько это возможно.

## Строительство
| Номер по программе    | Название                                                                    | Проект | Место постройки              | Заложен               | Спущен на воду        | Введён в эксплуатацию | Судьба |
| --------------------- | --------------------------------------------------------------------------- | ------ | ---------------------------- | --------------------- | --------------------- | --------------------- | --- |
| 5481                  | Мацу (яп. 松 сосна)                                                         | F-55   | Арсенал флота, Майдзуру      | 8 августа 1943 года   | 3 февраля 1944 года   | 28 апреля 1944 года   | Потоплен 4 августа 1944 года у островов Бонин огнём американских эсминцев |
| 5482                  | Такэ (яп. 竹 бамбук)                                                        | F-55   | Арсенал флота, Йокосука      | 15 октября 1943 года  | 28 марта 1944 года    | 16 июня 1944 года     | Передан Великобритании 16 июля 1947 года в Сингапуре, разобран затем на металл |
| 5483                  | Умэ (яп. 梅 японская слива)                                                 | F-55   | Верфь Фудзинагата, Осака     | 25 января 1944 года   | 24 апреля 1944 года   | 28 июня 1944 года     | Потоплен 31 января 1945 года южнее Тайваня самолётами 14-й воздушной армии США |
| 5484                  | Момо (яп. 桃 персик)                                                        | F-55   | Арсенал флота, Майдзуру      | 5 ноября 1943 года    | 25 марта 1944 года    | 10 июня 1944 года     | Потоплен 15 декабря 1944 года у острова Лусон американской подводной лодкой «Хокбилл» |
| 5485                  | Кува (яп. 桑 тутовое дерево)                                                | F-55   | Верфь Фудзинагата, Осака     | 20 декабря 1943 года  | 25 мая 1944 года      | 15 июля 1944 года     | Потоплен 3 декабря 1944 года в бухте Ормок огнём американских эсминцев |
| 5486                  | Кири (яп. 桐 Павловния войлочная) Возрождённый                              | F-55   | Арсенал флота, Йокосука      | 1 февраля 1944 года   | 27 мая 1944 года      | 14 августа 1944 года  | После войны передан СССР, 29 июля 1947 включён в состав советского флота под названием «Возрождённый». В 1949 году переформирован в корабль-цель «ЦЛ-25». С 1957 года плавучая мастерская «ПМ-65». Сдан на слом в 1969 году.                              |
| 5487                  | Суги (яп. 杉 Криптомерия) Хуэйян                                            | F-55   | Верфь Фудзинагата, Осака     | 25 февраля 1944 года  | 3 июля 1944 года      | 25 августа 1944 года  | Передан Китаю 6 июля 1947 года в Шанхае, переименован в «Хуэйян», в 1949 году уведён сторонниками Чан Кайши на Тайвань, списан в 1954 году |
| 5488                  | Маки (яп. 槇 подокарп)                                                      | F-55   | Арсенал флота, Майдзуру      | 19 февраля 1944 года  | 10 июня 1944 года     | 10 августа 1944 года  | Передан Великобритании 14 августа 1947 года в Сингапуре, разобран затем на металл |
| 5489                  | Моми (яп. 樅 пихта японская)                                                | F-55   | Арсенал флота, Йокосука      | 1 февраля 1944 года   | 16 июня 1944 года     | 3 сентября 1944 года  | Потоплен 5 января 1945 года юго-западнее Манилы американской палубной авиацией |
| 5490                  | Каси (яп. 樫 дуб остролистный)                                              | F-55   | Верфь Фудзинагата, Осака     | 5 мая 1944 года       | 13 августа 1944 года  | 30 сентября 1944 года | Передан США 7 августа 1947 года в Сасэбо, разобран в 1948 году на металл |
| 5491                  | Яэдзакура (яп. 八重櫻 вишня Prunus verecunda Antiqua)                       | F-55B  | Арсенал флота, Йокосука      | 18 декабря 1944 года  | 17 марта 1945 года    | -                     | Постройка прекращена 23 июня 1945 года при готовности 60 %. Потоплен американской авиацией 18 июля того же года. |
| 5492                  | Кая (яп. 榧 торрейя) Волевой                                                | F-55   | Арсенал флота, Майдзуру      | 10 апреля 1944 года   | 30 июля 1944 года     | 30 сентября 1944 года | После войны передан СССР, 7 июля 1947 года включён в состав советского флота под названием «Волевой». С 1949 года использовался как корабль-цель «ЦЛ-23», с 1958 как бон-отопитель «ОТ-61». В 1959 году сдан на слом.                                     |
| 5493                  | Нара (яп. 楢 дуб пильчатый)                                                 | F-55   | Верфь Фудзинагата, Осака     | 10 июня 1944 года     | 12 октября 1944 года  | 26 ноября 1944 года   | Разобран на металл в 1948 году |
| 5494                  | Ядакэ (яп. 矢竹 псевдосаза японская (вид низкорослого бамбука))             | F-55B  | Арсенал флота, Йокосука      | 2 января 1945 года    | 1 мая 1945 года       | -                     | Постройка прекращена 17 апреля 1945 года. Корпус был спущен на воду, чтобы освободить док, позже использовался в качестве волнолома. |
| 5495                  | Кудзу (яп. 葛 пуэрария)                                                     | F-55B  | Арсенал флота, Йокосука      | 19 марта 1945 года    | -                     | -                     | Постройка прекращена 17 апреля 1945 года. |
| 5496                  | Сакура (яп. 櫻 японская вишня)                                              | F-55   | Арсенал флота, Йокосука      | 2 июня 1944 года      | 6 сентября 1944 года  | 25 ноября 1944 года   | Затонул 11 июля 1945 года в порту Осаки после подрыва на мине |
| 5497                  | Янаги (яп. 柳 ива)                                                          | F-55   | Верфь Фудзинагата, Осака     | 20 августа 1944 года  | 25 ноября 1944 года   | 8 января 1945 года    | Тяжело повреждён американской авиацией у Оминато 14 июля 1945 года. Выбросился на берег, разобран на металл в 1947 году. |
| 5498                  | Цубаки (яп. 椿 камелия)                                                     | F-55   | Арсенал флота, Майдзуру      | 20 июня 1944 года     | 30 сентября 1944 года | 30 ноября 1944 года   | Разобран на металл в 1948 году |
| 5499                  | Каки (яп. 柿 хурма восточная)                                               | F-55B  | Арсенал флота, Йокосука      | 5 октября 1944 года   | 11 декабря 1944 года  | 5 марта 1945 года     | Передан США 4 июля 1947 года в Циндао. Потоплен в Жёлтом море в качестве цели 19 августа 1947 года. |
| 5500                  | Каба (яп. 樺 берёза)                                                        | F-55B  | Верфь Фудзинагата, Осака     | 15 октября 1944 года  | 27 февраля 1945 года  | 29 мая 1945 года      | Передан США 4 августа 1947 года в Сасэбо. Разобран на металл в 1948 году. |
| 5501                  | Хаяумэ (яп. 早梅 ранняя японская вишня)                                     | F-55B  | Арсенал флота, Йокосука      | -                     | -                     | -                     | Заказ аннулирован в 1945 году. |
| 5502                  | Хиноки (яп. 檜 кипарисовик японский)                                        | F-55   | Арсенал флота, Йокосука      | 4 марта 1944 года     | 4 июля 1944 года      | 30 сентября 1944 года | Потоплен 7 января 1945 года в Манильской заливе огнём американских эсминцев |
| 5503                  | Кацура (яп. 桂 багрянник японский)                                          | F-55B  | Верфь Фудзинагата, Осака     | 30 ноября 1944 года   | 23 июня 1945 года     |                       | Строительство остановлено 23 июня 1945 года, корпус позже использовался в качестве волнолома. |
| 5504                  | Тобиумэ (яп. 飛梅 японская слива (в качестве храмового дерева))             | F-55B  | Арсенал флота, Йокосука      | -                     | -                     | -                     | Заказ аннулирован в 1945 году. |
| 5505                  | Каэдэ (яп. 楓 клён пальчатолистный) Хэнъян                                  | F-55   | Арсенал флота, Йокосука      | 4 марта 1944 года     | 25 июня 1944 года     | 30 октября 1944 года  | Передан Китаю 6 июля 1947 года в Шанхае. Переименован в «Хэнъян», в 1949 году уведён сторонниками Чан Кайши на Тайвань, списан в 1950 году |
| 5506                  | Фудзи (яп. 藤 глициния)                                                     | F-55B  | Арсенал флота, Йокосука      | -                     | -                     | -                     | Заказ аннулирован в 1945 году. |
| 5507                  | Вакадзакура (яп. 若櫻 молодая японская вишня)                               | F-55B  | Верфь Фудзинагата, Осака     | 15 января 1945 года   |                       |                       | Строительство остановлено 11 мая 1945 года, разобран на стапеле. |
| 5508                  | Кэяки (яп. 欅 дзельква пильчатая)                                           | F-55   | Арсенал флота, Йокосука      | 22 июня 1944 года     | 30 сентября 1944 года | 15 декабря 1944 года  | Передан США 5 июля 1947 года в Йокосуке, потоплен в качестве цели у побережья Японии 29 октября 1947 года. |
| 5509                  | Ямадзакура (яп. 山櫻 японская цветущая вишня)                               | F-55B  | Верфь Фудзинагата, Осака     | -                     | -                     | -                     | Заказ аннулирован в 1945 году. |
| 5510                  | Аси (яп. 葦 тростник японский)                                              | F-55B  | Арсенал флота, Йокосука      | -                     | -                     | -                     | Заказ аннулирован в марте 1945 года. |
| 5511                  | Татибана (яп. 橘 мандарин)                                                  | F-55B  | Арсенал флота, Йокосука      | 8 июля 1944 года      | 14 октября 1944 года  | 20 января 1945 года   | Потоплен 14 июля 1945 года американской палубной авиацией в Хакодатэ. |
| 5512                  | Синотакэ (яп. 篠竹 низкорослый бамбук)                                      | F-55B  | Верфь Фудзинагата, Осака     | -                     | -                     | -                     | Заказ аннулирован в 1945 году. |
| 5513                  | Ёмоги (яп. 蓬 полынь обыкновенная)                                          | F-55B  | Арсенал флота, Йокосука      | -                     | -                     | -                     | Заказ аннулирован в 1945 году. |
| 5514                  | Цута (яп. 蔦 дикий виноград) Хуаян                                          | F-55B  | Арсенал флота, Йокосука      | 31 июля 1944 года     | 2 ноября 1944 года    | 8 февраля 1945 года   | Передан Китаю 31 июля 1947 года в Шанхае. Переименован в «Хуаян», в 1949 году уведён сторонниками Чан Кайши на Тайвань, списан в 1954 году. |
| 5515                  | Аой (яп. 葵 мальва китайская)                                               | F-55B  | Арсенал флота, Йокосука      | -                     | -                     | -                     | Заказ аннулирован в 1945 году. |
| 5516                  | Сираумэ (яп. 白梅 белая цветущая слива)                                     | F-55B  | Верфь Фудзинагата, Осака     | -                     | -                     | -                     | Заказ аннулирован в 1945 году. |
| 5517                  | Хаги (яп. 萩 леспедеца двуцветная)                                          | F-55B  | Арсенал флота, Йокосука      | 11 сентября 1944 года | 27 ноября 1944 года   | 1 марта 1945 года     | Передан Великобритании 16 июля 1947 года в Сингапуре, разобран на металл. |
| 5518                  | Кику (яп. 菊 хризантема)                                                    | F-55B  | Верфь Фудзинагата, Осака     | -                     | -                     | -                     | Заказ аннулирован в 1945 году. |
| 5519                  | Касива (яп. 柏 дуб зубчатолистный)                                          | F-55B  | Арсенал флота, Йокосука      | -                     | -                     | -                     | Заказ аннулирован в 1945 году. |
| 5520                  | Сумирэ (яп. 菫 фиалка)                                                      | F-55B  | Арсенал флота, Йокосука      | 21 октября 1944 года  | 27 декабря 1944 года  | 26 марта 1945 года    | Передан Великобритании в 1947 году в Гонконге, потоплен как цель в том же году в районе Сингапура. |
| 5521                  | Кусуноки (яп. 楠 камфарное дерево)                                          | F-55B  | Арсенал флота, Йокосука      | 9 ноября 1944 года    | 8 января 1945 года    | 28 апреля 1945 года   | Передан Великобритании в 1947 году, разобран на металл. |
| 5522                  | Хацудзакура (яп. 初櫻 первая зацветшая вишня в году) Ветреный Выразительный | F-55B  | Арсенал флота, Йокосука      | 4 декабря 1944 года   | 10 февраля 1945 года  | 18 мая 1945 года      | После войны передан Советскому Союзу. 29 июля 1947 года включён в состав ВМФ СССР под названием «Ветреный», позже переименован в «Выразительный». С 1949 года использовался как корабль-цель «ЦЛ-26». Разобран на металл в 1959 году.                     |
| 4801                  | Кигику (яп. 黄菊 жёлтая хризантема)                                         | F-55B  | -                            | -                     | -                     | -                     | Заказ аннулирован в марте 1945 года. |
| 4802                  | Хацугику (яп. 初菊 первая хризантема в году)                                | F-55B  | -                            | -                     | -                     | -                     | Заказ аннулирован в марте 1945 года. |
| 4803                  | Аканэ (яп. 茜 марена пурпурная)                                             | F-55B  | -                            | -                     | -                     | -                     | Заказ аннулирован в марте 1945 года. |
| 4804                  | Сирагику (яп. 白菊 белая хризантема)                                        | F-55B  | -                            | -                     | -                     | -                     | Заказ аннулирован в марте 1945 года. |
| 4805                  | Тигуса (яп. 千草 тысячи (цветущих) растений)                                | F-55B  | -                            | -                     | -                     | -                     | Заказ аннулирован в марте 1945 года. |
| 4806                  | Вакагуса (яп. 若草 весенняя (молодая) трава)                                | F-55B  | -                            | -                     | -                     | -                     | Заказ аннулирован в марте 1945 года. |
| 4807                  | Нацугуса (яп. 夏草 летние травы)                                            | F-55B  | -                            | -                     | -                     | -                     | Заказ аннулирован в марте 1945 года. |
| 4808                  | Акигуса (яп. 秋草 осенние травы)                                            | F-55B  | -                            | -                     | -                     | -                     | Заказ аннулирован в марте 1945 года. |
| 4809                  | Нирэ (яп. 楡 вяз)                                                           | F-55B  | Арсенал флота, Майдзуру      | 14 августа 1944 года  | 25 ноября 1944 года   | 31 января 1945 года   | Тяжело повреждён при налёте 22 июня 1945 года. Разобран в 1948 году |
| 4810                  | Наси (яп. 梨 груша) Вакаба (яп. わかば молодая листва)                      | F-55B  | Верфи Кавасаки, Кобе, Япония | 1 сентября 1944 года  | 17 января 1945 года   | 15 марта 1945 года    | Потоплен 26 июля 1945 года американской авиацией. Поднят в 1954 году и после ремонта и модернизации включён 31 мая 1956 года под названием «Вакаба» в состав Морских сил самообороны Японии. Исключён в 1971 году и в 1972—1973 годах разобран на металл. |
| 4811                  | Сии (яп. 椎 литокарпус Зибольда) Вольный                                    | F-55B  | Арсенал флота, Майдзуру      | 18 сентября 1944 года | 13 января 1945 года   | 13 марта 1945 года    | После войны передан Советскому Союзу. 5 июля 1947 года включён в состав ВМФ СССР под названием «Вольный». С 1949 года корабль-цель «ЦЛ-24». Разобран в 1959 году.                                                                                         |
| 4812                  | Эноки (яп. 榎 железное дерево китайское)                                    | F-55B  | Арсенал флота, Майдзуру      | 14 октября 1944 года  | 27 января 1945 года   | 31 марта 1945 года.   | Затонул после подрыва на мине 26 июня 1945 года. В 1948 году поднят и сдан на слом. |
| 4813                  | Адзуса (яп. 梓 катальпа овальная)                                           | F-55B  | Арсенал флота, Йокосука      | 29 декабря 1944 года  | -                     | -                     | Строительство прекращено 17 апреля 1945 года. |
| 4814                  | Одакэ (яп. 雄竹 бамбук сетчатый)                                            | F-55B  | Арсенал флота, Майдзуру      | 5 ноября 1944 года    | 10 марта 1945 года    | 15 мая 1945 года      | Передан США 14 июля 1947 года в Циндао. Потоплен в качестве цели в Жёлтом море 17 сентября 1947 года. |
| 4815                  | Хацуумэ (яп. 初梅 Первая зацветшая в году японская вишня) Шэньян            | F-55B  | Арсенал флота, Майдзуру      | 8 декабря 1944 года   | 25 апреля 1945 года   | 18 июня 1945 года     | Передан Китаю 6 июля 1947 года, переименован в «Шэньян», в 1949 году уведён сторонниками Чан Кайши на Тайвань. Списан в 1961 году. |
| 4816                  | Тоти (яп. 栃 японский конский каштан)                                       | F-55B  | Арсенал флота, Майдзуру      | 23 января 1945 года   | 28 мая 1945 года      | -                     | Строительство остановлено 18 мая 1945 года, корпус спущен на воду для того, чтобы освободить стапель. Позже использовался в качестве волнолома. |
| 4817                  | Хиси (яп. 菱 водяной орех)                                                  | F-55B  | Арсенал флота, Майдзуру      | 10 февраля 1945 года  | -                     | -                     | Строительство прекращено 17 апреля 1945 года. |
| 4818                  | Сусуки (яп. 薄 мискантус китайский)                                         | F-55B  | -                            | -                     | -                     | -                     | Заказ аннулирован в марте 1945 года. |
| 4819                  | Ногику (яп. 野菊 Хризантема лавандолистная)                                 | F-55B  | -                            | -                     | -                     | -                     | Заказ аннулирован в марте 1945 года. |
| 4820                  | Сакаки (яп. 榊 Клейера японская)                                            | F-55B  | Арсенал флота, Йокосука      | 29 декабря 1944 года  | -                     | -                     | Строительство прекращено 17 апреля 1945 года. |
| Номера с 4821 до 4832 | 12 эсминцев                                                                 | F-55B  | -                            | -                     | -                     | -                     | Заказы аннулированы в марте 1945 года. |

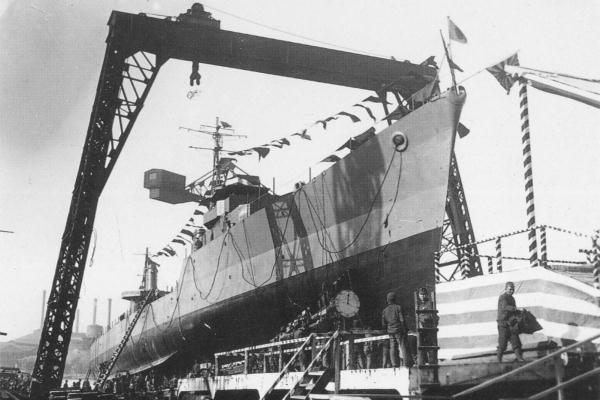
Эскадренный миноносец «Каба» перед спуском на воду. Осака, 27 февраля 1945 года.

Заказы на первые 42 эсминца проекта F-55 были включены в Модифицированную пятую программу пополнения флота (временные номера в её рамках — с 5481 по 5522) 2 февраля 1943 года. Построить их планировалось в 1943—1945 финансовых годах (то есть в период с 1 апреля 1943 по 31 марта 1946 года). Ещё 32 эсминца упрощённого проекта F-55B было заказано по принятой в середине 1943 программе судостроения на 1943—1944 финансовые годы (временные номера с 4801 по 4832). Расчётная стоимость эсминца проекта F-55 по ним должна была составить 7,041 млн иен в 1944 года и 7,63 млн в 1945 (большой эсминец типа «Югумо» ещё в 1941 стоил 17,4246 млн, с учётом инфляции — втрое больше). Часть представителей проекта F-55 позже была перезаказана по проекту F-55B. По некоторым данным, планировалась постройка ещё 80 эсминцев проекта F-55B по программе судостроения на 1944—1945 годы, но не была включена в её итоговую версию.
Из-за загруженности верфей строительством по предыдущим программам Морское министерство первоначально планировало не спешить и перенесло постройку 42 представителей проекта F-55 на 1943—1944 финансовые годы (32 и 10 соответственно). Однако аннулирование части старых заказов в апреле-июне 1943 года дало возможность всё же приступить к постройке эсминцев уже в 1943-м финансовом. Кроме того, руководство флота держало проект F-55 под особым вниманием и пытаясь компенсировать потерю времени, требовало сдать ещё 10 кораблей к 31 марту 1945 года. Планировалось достичь 5-месячного цикла постройки, с трудозатратами на один корабль 70 000 человеко-дней.
Почти все эсминцы проекта F-55/F-55B строились лишь тремя предприятиями: Арсеналами флота в Йокосуке и Майдзуру и частной верфью «Фудзинагата» в Осаке, имевшими для них по 6, 4 и 3 стапельных места соответственно. Головной представитель серии («Мацу») был заложен в Майдзуру 8 августа 1943 года, но только к февралю 1944 удалось развернуть сколько-нибудь массовое строительство (одновременно в постройке находились 8 корпусов). Ранние корабли («Мацу», «Такэ», «Умэ») строились за 7-9 месяцев, а трудозатраты на них составляли 85 000 — 90 000 человеко-дней, что было гораздо хуже планировавшихся показателей. Только по мере накопления опыта и перехода к упрощённому проекту F-55B их удалось улучшить. Поздние корабли строились уже за 5-6 месяцев, из которых 3-4 занимал стапельный период (рекорд принадлежит «Хаги» — 78 дней от закладки до спуска). В 1945 году из-за нарастающих проблем в экономике сроки несколько ухудшились. В марте того же года были аннулированы заказы на 30 ещё не заложенных кораблей (5504, 5506, 5509, 5510, 5512,
5513, 5515, 5516, 5518, 5519, 4801-4808, 4818, 4819, 4821-4832), а в апреле-июне была остановлена постройка всех заложенных и не успевших войти в строй эсминцев. Всего до конца войны было введено в строй 32 эсминца проектов F-55/F-55B, в том числе четырнадцать Арсеналом в Йокосуке, десять Арсеналом в Майдзуру, семь верфью «Фудзинагата» в Осаке и один верфью «Кавасаки» в Кобэ. Недостроенными остались 9 кораблей (5 в Йокосуке, по 2 в Майдзуру и Осаке). Из них оставшиеся на стапелях пять («Кудзу», «Вакадзакура», «Адзуса», «Хиси», «Сакаки») были разделаны на металл, спущенный на воду «Яэдзакура» был потоплен при налёте 18 июля 1945 года, корпуса же «Ядакэ», «Кацура» и «Тоти» в послевоенные годы были использованы в качестве основы волноломов.
Представители проекта F-55 официально классифицировались как эсминцы 1-го класса (категория «Тэй»), поскольку имели водоизмещение более 1000 тонн. Но фактически по основному назначению и составу вооружения они были эсминцами 2-го класса. Более того, им присваивались названия в честь растений, перешедшие от старых эсминцев 2-го класса, а не характерные для 1-го класса имена в честь погодных явлений.

## История службы

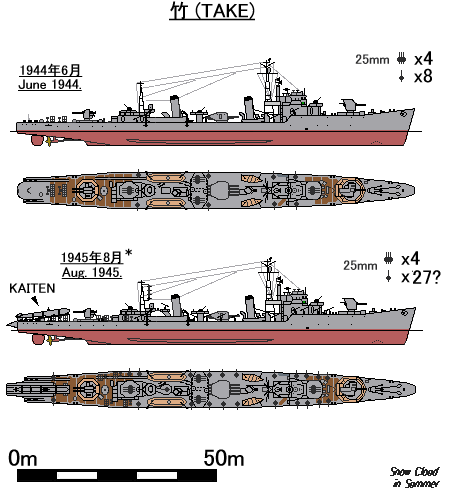
«Такэ» до и после перестройки в носитель «Кайтэнов»

Эсминцы этого типа не успели поучаствовать в боях за Соломоновы острова. В последующей же обороне Филиппин погибло 5 единиц, и ещё 3 до конца войны.

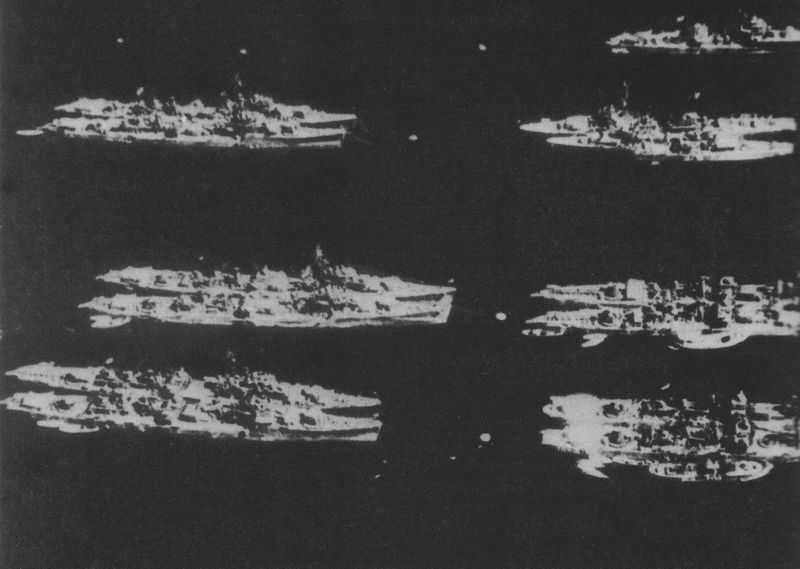
Эсминцы проекта F-55 на приколе после капитуляции Японии. Курэ, 11 сентября 1945 года.

Все находившиеся в исправном состоянии корабли были исключены из списков флота 5 октября 1945 года и переданы оккупационной администрации для использования в целях перевозки японских репатриантов (военнопленных и гражданских лиц, оказавшихся после окончания войны за границей) обратно в Японию. 1 декабря в эту категорию были включены 17 эсминцев проекта F-55: «Такэ», «Каэдэ», «Маки», «Кири», «Суги», «Кая», «Кэяки», «Каси», «Цута», «Хаги», «Сумирэ», «Кусуноки», «Одакэ», «Хацудзакура», «Каки», «Каба» и «Хацуумэ». При переоборудовании они по сути превращались в самоходные плавказармы: удалялось всё вооружение (в ряде случаев и РЛС), на месте носового 25-мм автомата, между дымовыми трубами и в корме разместили дополнительные надстройки с жилыми помещениями (и возможно, с дополнительным камбузом), на кормовой оконечности были добавлены гальюны самой примитивной конструкции. После завершения перевозки репатриантов эсминцы летом 1947 года были распределены между странами-победителями.
США получили «Каси», «Кэяки», «Каки», «Одакэ» и «Каба», Великобритания — «Такэ», «Маки», «Хаги», «Сумирэ» и «Кусуноки». Все они в состав флотов этих стран не вводились. «Каки», «Кэяки», «Сумирэ» и «Одакэ» в том же году были потоплены в качестве целей, остальные после непродолжительных испытаний были пущены на слом в 1947-48 годах.
Китаю в июле 1947 года в Шанхае и Циндао были переданы получил «Суги», «Каэдэ», «Цута» и «Хацуумэ». Они были переименованы в честь китайских городов, получив имена «Хуэйян», «Хэнъян», «Хуаян» и «Шэньян» соответственно. Только «Шэньян» к 1 марта 1948 года получил набор орудий из имевшихся у китайцев на складах — два 120-мм, три 57-мм, два 40-мм и четыре 20-мм. В апреле 1949 года корабли были уведены сторонниками Чан Кайши на Тайвань, «Хуэйян» при этом сел на мель и из-за повреждений в строю китайского флота не побывал даже номинально. «Хэнъян» и «Хуаян» были списаны в 1950 и 1954 годах, так и не получив вооружения как такового. «Шэньян» же числился в составе тайваньского флота как эсминец (б/н 15), активно участвуя в многочисленных боестолкновения с кораблями ВМФ КНР в Тайваньском проливе. В 1954 году был перевооружён системами американского производства (две одиночные 127-мм установки Mk 30 mod.48 или mod.50, семь 40-мм автоматов «Бофорс» и шесть 20-мм автоматов «Эрликон», по одной РЛС ОНЦ SL и РЛС ОВЦ SA) и переклассифицирован в эскортный корабль (б/н 82). В этом качестве он прослужил до списания в декабре 1961 года.
СССР получил «Кая» и «Кири». Они были в 1947 году включены в состав советского флота под названиями «Волевой» и «Возрождённый». Первый в 1949 году был переклассифицирован в корабль-цель «ЦЛ-23», с 1958 использовался как бон-отопитель «ОТ-61». В 1959 году сдан на слом. «Возрождённый» в 1949 году также переклассифицировали в корабль-цель «ЦЛ-25». С 1957 года использовался плавучая мастерская «ПМ-65». Сдан на слом в 1969 году, последним из всей серии..
Потопленный в 1945 году эсминец «Наси» был поднят 30 сентября 1954 года, отремонтирован на верфи в Курэ и 31 мая 1956 года вошёл в состав Морских сил самообороны Японии под именем «Вакаба». Он был включён в состав 11-го дивизиона эскортных кораблей (входящего в военно-морской район Йокосука) как невооружённый учебный корабль. 1 апреля 1957 года «Вакаба» был переклассифицирован в эскортные миноносцы (б/н 261), началось установка на него вооружения на верфи в Ураге, продлившаяся до 26 мая 1958 года. В ходе неё на корме был размещён спаренный 76,2-мм/50 автомат тип 68 (аналог американского Mk 33), на носу реактивный бомбомёт тип 54 (Mk 10 «Хеджехог»), четыре бомбомёта тип 54 (Mk 6) по бортам и два бомбоската тип 54 у кормовой оконечности. Система управления огнём помимо установленной на фок-мачте после подъёма РЛС SO стала включать РЛС ОВЦ SPS-12 и РЛС ОНЦ SPS-5B (также установлены на площадках фок-мачты) и РЛС управления огнём Mk 34, совмещённую с директором Mk 63 (установлены на кормовой надстройке). Паротурбинная установка была сохранена прежней, но её мощность была уменьшена до 15 000 л. с. (возможно, в силу возраста её решили просто не перегружать), максимальная скорость при этом упала до 25,5 узлов. Запас топлива на борту увеличен до 395 тонн (дальность плавания 4680 миль 18-узловым ходом), электрогенераторы заменили на более мощные: два турбогенератора на 125 и 250 кВА и три дизель-генератора, из которых два на 55 кВА и один на 70 кВА. Экипаж уменьшился до 175 человек, но вряд ли условия их размещения стали лучше исходных, так как большие объёма корпуса заняло радиоэлектронное оборудование. Причины подъёма пролежавшего на дне почти десятилетие и имевшего боевые повреждения корабля с его последующей модернизацией лежали в политической плоскости, его название («Вакаба» — молодая листва, первая зелень) должно было символизировать возрождение японского флота после войны. Как эскортный миноносец «Вакаба» служил в составе 2-й эскортной флотилии, а потом 6-го дивизиона эскортных кораблей (входил в состав 1-й и 3-й эскортной флотилий), пройдя при этом модернизацию с 2 сентября по 28 декабря 1960 года, в ходе которой установили радиовысотомер SPS-8B (на носовой надстройке) и гидролокаторы SQS-11A и SQR-4/SQA-4. В 1961 года он был передан в состав дивизиона военно-морского района Йокосука, в 1962 году участвовал в эвакуации жителей при извержении вулкана Миякэдзима. В феврале-марте 1963 года «Вакаба» прошёл на верфи в Ураге новую модернизацию, получив экспериментальный гидролокатор T-3 и спаренный 533-мм торпедный аппарат тип 65 (модернизированный вариант ТА тип 55, имеющего американское происхождение), позволяющий использовать торпеды для стрельбы как по надводным, так и подводным целям. После её завершения он был переведён в Опытовый дивизион, используясь в нём для испытаний различного оборудования, в том числе РЛС, эхолотов и торпед. 24 июля 1970 года «Вакаба» был повреждён при столкновении с танкером «№ 3 Тёва-мару», в ходе последующего двухмесячного ремонта была снята кормовая артустановка. 31 марта 1971 года он был исключён из списков флота и в 1972—1973 годах разделан на металл.